# Laterna magika
Laterna magika je první multimediální divadlo na světě.[zdroj⁠?!] Je jedním ze souborů pražského Národního divadla a působí v prostorách Nové scény ND. Svým unikátním přístupem k divadelní poetice si vytvořila světové renomé. Základní snahou, která utváří Laternu magiku dodnes, je hledáni cest k syntetickému divadlu, které je schopné vyprávět příběh za použití většího množství prostředků, zejména prostřednictvím multimediální projekce v kombinaci s prací živých interpretů na jevišti. Základní princip, interaktivní propojení filmové projekce s pohybem a hereckou akcí, postupně doplnily nové technologie, například digitální projekce nebo nová média včetně real timových programovatelných softwarů. V inscenacích Laterny magiky se od počátků propojují žánry: od činoherního herectví, přes výsadní postavení tance a baletu, po pantomimu a černé divadlo. Charakteristickým znakem také je, že inscenace vznikající pro Laternu magiku jsou vždy originálními autorskými díly určenými přímo pro tento soubor – nikdy nebyly přijímány jako hotové kusy, a až na naprosté výjimky se nikdy neobjevily na repertoáru jiného souboru.

## Historie

### Program Expo 58
Laterna magika vznikla jako reprezentativní kulturně-propagační program Československé republiky pro mezinárodní výstavu Expo 58, která se konala od 17. dubna do 19. listopadu 1958 v Bruselu. Vytvořením projektu byl pověřen divadelní režisér Alfréd Radok spolu se svým bratrem Emilem a scénografem Josefem Svobodou, kteří v projektu zrealizovali myšlenku propojení filmové projekce s živou jevištní akcí. Mezi další spolupracovníky patřili mj. Jaroslav Stránský jako produkční a vedoucí inscenačního plánu, Miloš Forman jako scenárista, režiséři Vladimír Svitáček a Ján Roháč, choreograf Jiří Němeček, výtvarnice kostýmů Erna Veselá, herečky Zdeňka Procházková, Sylva Daníčková a Valentina Thielová, tanečnice a tanečníci Jarmila Manšingrová, Naďa Blažíčková, Yvetta Peškova, Eva Poslušná, Miroslav Kůra, Vlastimil Jílek a další členové Národního divadla. Program byl komponovaným pásmem jednotlivých čísel, která spojovala výstupy konferenciérky. Ty měly svůj výstup předtočený v několika jazycích a byly promítány tak, že docházelo ke zdánlivě reálné interakci herečky na scéně s jejími obrazy a i mezi nimi vzájemně. Stejný princip byl využit při kompozici ostatních čísel, která využívala hudbu, tanec i hereckou akci.
Projekt byl nazván „Laterna magika“ a měl zásadní podíl na úspěchu Československa na světové výstavě. Při závěrečném hodnocení získal pavilon ČSR nejvyšší počet bodů a ocenění Zlatá hvězda, 56 jednotlivých cen, množství dalších diplomů a medailí. V době, kdy byl program na Expu uváděn, a těsně po skončení světové výstavy, dostala Laterna magika nabídky na hostování v SSSR, Sýrii, Egyptě, USA, Anglii, Francii, Holandsku, Belgii, Rakousku, Španělsku a Izraeli. Zástupci dalších zemí se informovali o možnostech získání licence. Laterna magika se stala světově proslulou značkou a po návratu do Československa zahájila oficiální činnost 9. května 1959 jako samostatný soubor Národního divadla vystupující v prostorách paláce Adria (na rohu Národní třídy a Jungmannova náměstí).
Program složený z různorodých čísel byl především společným dílem Alfréda Radoka a Josefa Svobody, kteří už na počátku definovali principy vztahů mezi akcí na scéně a filmem, které Laterna magika rozvíjí dodnes: projekce není jen pohyblivou kulisou ani nevytváří pouze zdání skutečnosti. Klíčem je propojení obsahu dějů na scéně s akcí na filmovém plátně. Dnes Laterna magika zachází se širokým spektrem prostředků, s jejichž užitím má vzhledem ke své bohaté historii velké zkušenosti, takže každé představení je založeno na jiném principu spojení jeviště a obrazu.

### Léta 1959–1973

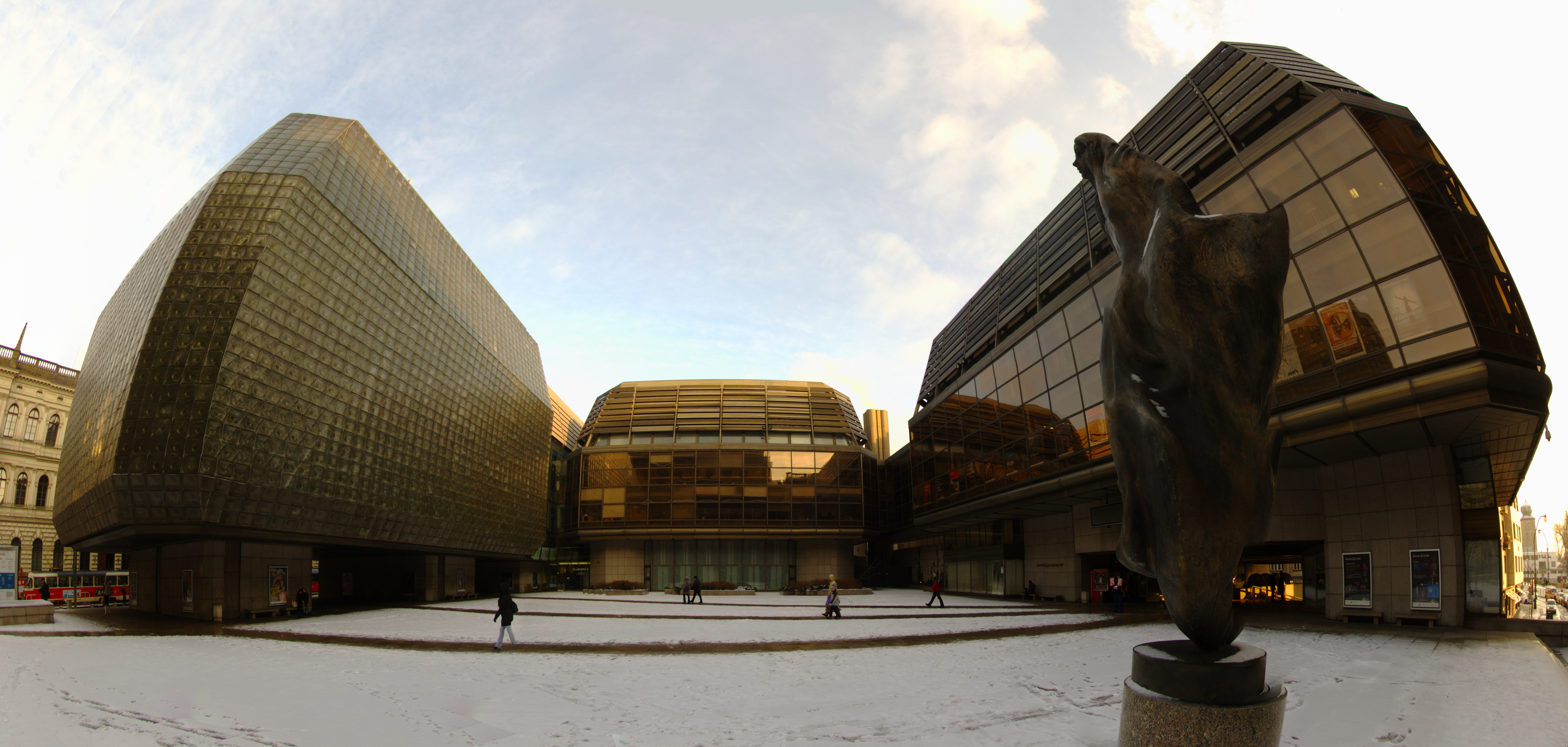
Budovy nové scény Národního divadla, kde sídlí Laterna magika.

Podoba prvního reprezentativního programu byla dlouhou dobu využívána jako vzor pro tvorbu nových komponovaných večerů. Soubor byl součástí Národního divadla jako samostatná „výzkumná“ scéna s vlastním uměleckým vedením. Uměleckým šéfem se stal režisér Alfréd Radok. V šedesátých letech byla Laterna magika zaměřená jak na domácí publikum, tak stále více na zájezdové programy, pro které byl skládankový charakter prvních představení výhodou. Podle archivních materiálů a pamětníků se jednotlivé části premiérového a následných zájezdových programů měnily, doplňovaly, upravovaly nebo se měnily jejich názvy. Druhé představení Laterny magiky se jmenovalo příznačně Zájezdový program a premiéra se uskutečnila 5. prosince 1960 v rámci hostování v někdejším Leningradu. S tvorbou nového programu byl spojen také střet s tehdejší představou kulturních kádrů o socialisticky realistickém umění: ministr kultury Václav Kopecký nepovolil jevištní ztvárnění tanečně filmového čísla Otvírání studánek na hudbu Bohuslava Martinů. Alfred Radok odešel dobrovolně z funkce uměleckého šéfa, ve vedení souboru jej nahradil tanečník a choreograf Oldřich Stodola. V uvolněnější atmosféře roku 1966 se dílo na repertoár vrátilo a spolu s ním i Radok na post šéfa souboru. Jedinou výjimkou v programu této éry byla celovečerní dramatická inscenace Hoffmannovy povídky z roku 1963, kterou vytvořil režisér Václav Kašlík. Hudební dílo Jacquese Offenbacha oprostil od vedlejších motivů a soustředil děj na postavu Hoffmana a jeho tří lásek, vystupovaly v něm pouze tři hlavní postavy, baletní a operní soubor. Kritika však Hoffmannovy povídky nepřijala a požadovala pro Laternu magiku zpět revuální typ programu. Na světové výstavě Expo 67 v Montrealu se Laterna prezentovala kratším programem, který později uváděla v Praze pod názvem Revue z bedny, na světové výstavě se hrál až dvanáctkrát za den. V roce 1961 se na přípravě programu Laterny magiky podílel i známý český křeslíř, karikaturista a humorista Jiří Winter - Neprakta.

### Léta 1973–1989
Zlom v dramaturgii Laterny magiky nastal roku 1973, kdy soubor začal hledat nový umělecký výraz v podobě celovečerního představení. Uměleckým ředitelem se na dlouhou dobu stal architekt a scénograf Josef Svoboda. Prototypem nového celovečerního představení se stal Pražský karneval (1974) v režii Václava Kašlíka, čerpající náměty ze
staropražských legend. Inscenace se hrála úspěšně asi měsíc, neprošla však závěrečným schvalovacím procesem. K novému nastudování byl přizván jako režisér Evald Schorm, který inovovanou verzi uvedl pod názvem Láska v barvách karnevalu (1975).
Laterna magika se pokusila oslovit i dětského diváka, poprvé v roce 1975 hrou Ztracená pohádka, a především premiérou Kouzelného cirkusu v roce 1977. Tato inscenace je na repertoáru dodnes jako nejstarší nepřetržitě uváděný titul na repertoáru a je nejhranějším divadelním kusem ve střední Evropě[zdroj?]. Kouzelným cirkusem také Laterna zřetelně vstoupila do etapy mnohovýznamového divadla. Josef Svoboda při oslavách dvaceti let uvádění Kouzelného cirkusu poznamenal: „V lůně celého záměru bylo cirkusové téma, pro které se zrodil šťastný nápad panoramatické pohyblivé plachty, nesoucí filmový obraz a znázorňující rovněž cirkusové šapitó. Tato scénografie zpodobňuje celý příběh a princip Laterny magiky.“ Na inscenaci se podíleli např. zakladatel českého černého divadla Jiří Srnec, výtvarníci Zdeněk Seydl, Eva a Jan Švankmajerovi, choreografové František Pokorný, Vlastimil Jílek nebo Karel Vrtiška, hudebník Oldřich F. Korte ad. Na počátku 70. let se stal trvalým spolupracovníkem divadla kameraman Emil Sirotek. V roce 2013 byl filmový materiál inscenace Kouzelný cirkus profesionálně digitalizován, titulu Kouzelný cirkus bylo odehráno celkem přes 6200 repríz.
Úspěšná byla i následující Sněhová královna (1979), kterou vytvořil pod režijním vedením Evalda Schorma choreograf Pavel Šmok. V Laterně magice bylo uvedeno experimentálně i činoherní představení: Noční zkouška (1981) Antonína Máši v režii Evalda Schorma. Hlavní roli režiséra ztvárnil Radovan Lukavský a inscenace využila poprvé synchronní promítání s použitím televizních kamer. Laterna magika se tímto představením mimo jiné snažila přesvědčit, že hraje také pro českého diváka, protože už v té době měla nálepku divadla určeného pro turisty. O dva roky později byla uvedena činohra Černý mnich s Janem Kačerem v hlavní roli.
Laterna magika se dramaturgií přiblížila k formě repertoárového divadla, kde se mísí zábavná a vážná témata, experimentální i tradiční postupy, které si sama vytvořila. Prvky tzv. multimediálního divadla měly obsahovat nejen kombinaci médií a žánrů, ale také rozvinout původní metody a nové inscenační přístupy. Zvyšovala se úroveň tanečního souboru, který dostával stále více prostoru, zejména od premiéry představení Pragensia, Vox Clamantis (1984) choreografky Marcely Benoniové.
Na přelomu 80. a 90. let 20. století patřil k repertoárovým stálicím Odysseus (1987) choreografa Ondreje Šotha, v režii Evalda Schorma a s hudbou Michaela Kocába. Během příprav, které trvaly bezmála tři roky, se hovořilo o nejtěžším úkolu, který na sebe Laterna magika kdy vzala. Existovaly dokonce dvě verze, jedna se hrála v prostorách Paláce kultury (dnešní Kongresové centrum), druhá byla již určená pro nově vzniklou Novou scénu ND (provoz zahájen v roce 1983), na jejíž scéně Laterna magika hraje od roku 1984 dodnes.

### Léta 1989 – 2009
V období, kdy působila Laterna magika v prostorách paláce Adria, se od 21. listopadu 1989 stala na tři týdny jedním z nejsledovanějších míst v Československu. Veškeré prostory divadla v tu dobu využívalo nově vzniklé Občanské fórum původně založené v Činoherním klubu. Laterna magika byla centrem „něžné revoluce“. Vedení, produkce a členové souboru se stali odpovědnými kontaktními osobami s občany celého Československa. Dvacet čtyři hodin denně registrovali nově vznikající OF v celé republice, telefonovali, vyřizovali korespondenci. Každý den v sále divadla probíhaly tiskové konference s novináři z celého světa,
vyráběly se a distribuovaly letáky a další tiskoviny, v divadle spali mimopražští disidenti.
Revoluce přinesla, s malým zpožděním, velkou změnu ve statutu Laterny magiky: v roce 1992 se stala samostatnou příspěvkovou organizací. Pokračovala v nastavené dramaturgické a umělecké lince. Představení pro tři tanečníky Minotaurus, založené na zobrazení textu
stejnojmenné povídky Friedricha Dürrenmatta v překladu Jiřího Honzíka, poprvé obsahovalo počítačovou animaci (v roce 1990).
Po revoluci se začala také rodit spolupráce se zahraničím. Nejprve to byla Hra o kouzelné flétně (1992, premiéra v italském Anacapri) v koprodukci s Itálií, později úzké propojení se světem francouzské moderní choreografie. Na tři roky se šéfem baletního souboru Laterny magiky stal Jean-Pierre Aviotte, jehož prvním choreografickým počinem v divadle byl balet Casanova (1995), který režíroval Juraj Jakubisko. Následovaly Hádanky, vysoce oceňované kritikou.
Laterna magika se stále víc obracela ke stylu moderního a současného tance a toto snažení vyvrcholilo v inscenaci Graffiti (2002), kdy se ke slovu dostala tehdejší mladá generace choreografů: Petr Zuska, pozdější šéf baletu Národního divadla v Praze, Václav Kuneš, tanečník Nederlands Dans Theater a zakladatel pražského souboru 420PEOPLE, a Jiří Bubeníček, proslulý sólista Hamburského baletu a dalších scén, dnes rovněž etablovaný choreograf. Sólisté Laterny magiky Eva Horáková a Pavel Knolle byli za interpretaci duetu Les Bras de Mer (v choreografii Petra Zusky) oceněni jako nejlepší sólový taneční pár. Tuto cenu jim udělily Taneční sdružení České republiky a Únia tanečného umenia na Slovensku spolu s Nadací Českého a Slovenského literárního fondu za rok 2002. Ve stejném roce byli nominováni na Cenu Thálie. Graffiti byly také posledním dílem scénografa Josefa Svobody (zemřel v roce 2002), který v něm využil svůj vynález virtuálního plátna, umožňujícího projekci před jevištěm. Poprvé bylo použito v roce 1999 v baletu Past.
V roce 2004 vznikla inscenace Argonauti na zakázku řeckého olympijského výboru, premiérovaná v předvečer letních olympijských her v Athénách. Choreografem byl Jan Kodet. V koprodukci s francouzskou La Compagnie Commun byla vytvořena inscenace Rendez-vous (2005), která měla v choreografii J.-P. Aviotta premiéru v Avignonu. V roce 2008 Laterna magika oslavila 50 let své existence inscenací Cocktail 008 vytvořenou z ukázek repertoáru, jako bonus byla přidaná krátká retro revue Code 58.08, která vznikla k výročí Expa 58 a premiéru měla v rámci výstavy s názvem Bruselský sen v květnu 2008.

### Po roce 2009
V roce 2010 se Laterna magika stala opět součástí Národního divadla. Od 1. 1. 2010 do 31. 12. 2011 fungovala jako čtvrtý umělecký soubor ND pod vedením ředitele Zdeňka Prokeše. Od 1. 1. 2012 byla složkou Nové scény Národního divadla. V sezoně 2010/2011 na jaře se uskutečnila premiéra inscenace Legendy magické Prahy, ve které se Laterna magika po umělecké stránce vrátila ke svému dědictví, klasické práci divadla s filmem a tancem v režii Jiřího Srnce a s choreografií Petra Zusky. V sezoně 2011/2012 oslavila 35. narozeniny inscenace Kouzelný cirkus a v sezoně 2011/2012 byl transformován do nové retrospektivy Cocktail 008 na Cocktail 012 – The Best of. Komponovaný program byl obměněn a z nejstaršího repertoáru bylo rekonstruováno proslulé číslo Krkolomná jízda z roku 1963.
V sezoně 2012/2013 uvedla Laterna magika pod hlavičkou Nové scény premiéry dvě. První byla kratší rodinná inscenace Vidím nevidím v režii animátorky Marii Procházkové. Vznikla ve spolupráci s činoherci Tomášem Měcháčkem, Lindou Rybovou a Milanem Slepičkou. Je určena nejmenším návštěvníkům divadla, školám, existuje i verze tlumočená do znakové řeči pro sluchově postižené. V březnu 2013 měla premiéru experimentální inscenace Antikódy, inspirovaná stejnojmennou sbírkou vizuální poezie Václava Havla z 60. let, a to v režii Braňa Mazúcha. Na tvorbě se podílel vizuální tvůrce Dan Gregor a zvukový designér Stanislav Abrahám spolu s choreografkou Věrou Ondrašíkovou, kteří jako hlavní princip inscenace použili tzv. realtime tracking, detekování lidí nebo objektů v předem určených zónách.
V sezoně 2013/2014 vznikl pod hlavičkou Laterny magiky úspěšný projekt Human Locomotion, syntetické divadelní představení zabývající se životem a dílem slavného průkopníka fotografických technologií Eadwearda Muybridge. Ke spolupráci byl přizván režisérský tým SKUTR (Martin Kukučka, Lukáš Trpišovský) a další zkušení tvůrci: scénograf Jakub Kopecký, choreograf Jan Kodet nebo hudební skladatel Petr Kaláb. Inscenace se setkala s velmi příznivými ohlasy odborné kritiky.
V sezoně 2014/2015 uvedla Laterna magika inscenaci Podivuhodné cesty Julese Verna v režii Davida Drábka. Na scénáři se podílela dramaturgyně Markéta Bidlasová, hudbu složil Darek Král, kostýmy navrhla Simona Rybáková, scénografické řešení Jakub Kopecký. Inscenace je postavena více na herecké akci, je určena rodinnému publiku a charakterem se blíží grotesce. Odehrává se na počátku 20. století v průkopnickém filmovém ateliéru, kde se pionýři tohoto nového média snaží zfilmovat Tajuplný ostrov. Do natáčení zasáhne sám stárnoucí Jules Verne a jeho autoritativní manželka a celý štáb musí čelit celé řadě dalších nečekaných událostí.
V sezoně 2015/2016 byla uvedena premiéra nové autorské inscenace Malý princ, kterou pro Laternu magiku režíroval Vladimír Morávek. V roce 2017 byl vytvořen projekt v rámci cyklu LaternaLAB, kde dostal prostor tým členů Laterny magiky, v režii Pavla Knolleho, choreografii Davida Stránského a Štěpána Pechara vznikl CUBE. V červnu 2019 získala Laterna magika s inscenací Cube cenu za nejlepší představení mezinárodního divadelního festivalu BABEL FAST v rumunském Targovišti. Jan Hladil a František Pecháček získali Čestné uznání za projekce a videomapping v inscenaci v rámci soutěžní přehlídky současné taneční tvorby BALET 2019, která zahrnovala taneční a baletní inscenace uvedené v tuzemsku za poslední dva roky.
Jádro tohoto týmu pak uspělo v konkurzu na vytvoření nové inscenace k 60. výročí Laterny, jíž byla Zahrada. V roce 2020 měla premiéru inscenace Bon Appétit! choreografa Jana Kodeta a režijního dua SKUTR, ve které se spojili tanečníci souborů Laterny magiky a Baletu Národního divadla poprvé ke společné tvorbě.
Od 1. ledna 2021 nastoupil na pozici Uměleckého šéfa Laterny magiky mezinárodně uznávaný představitel mimického divadla Radim Vizváry.

## Aktuální repertoár

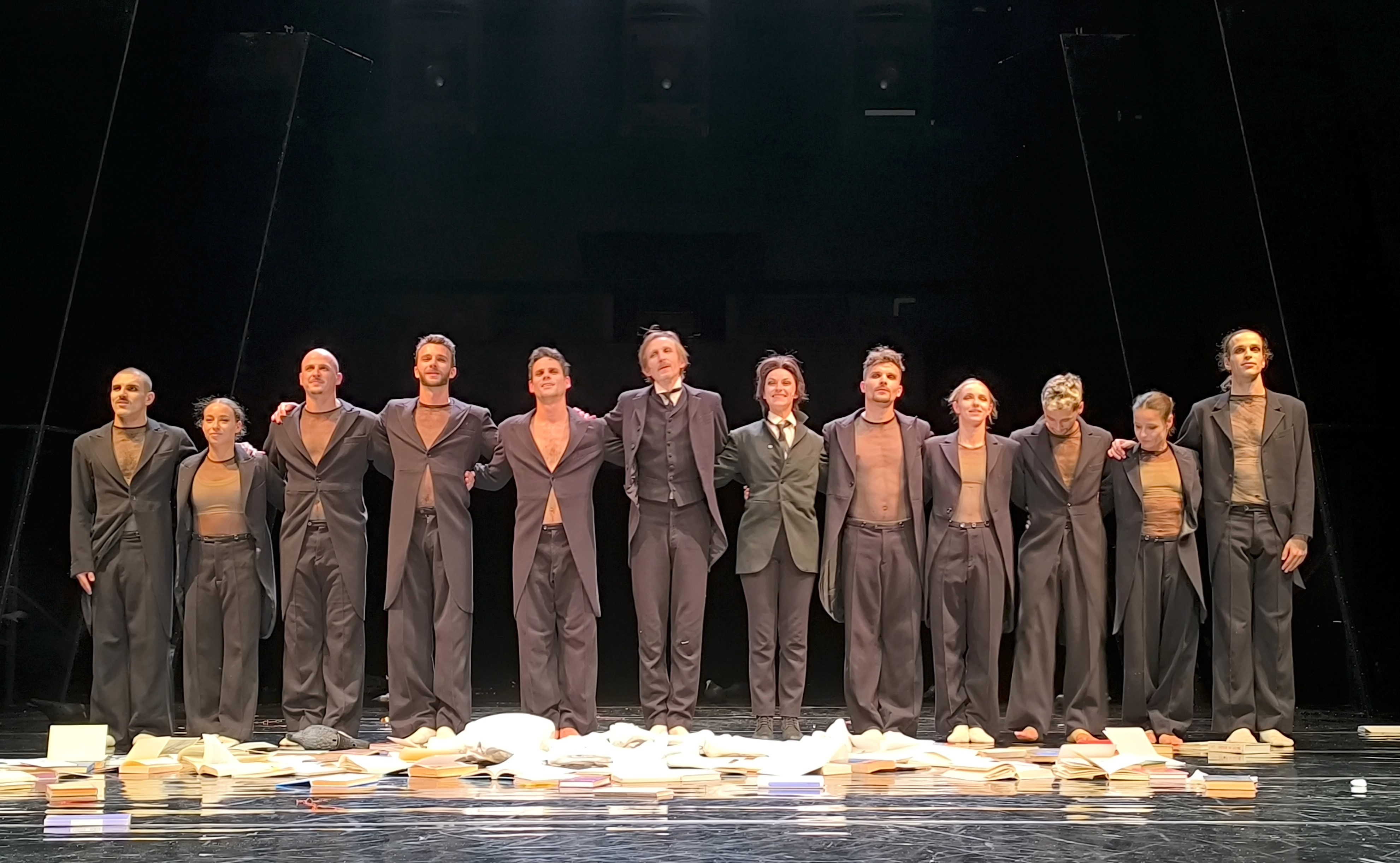
Soubor Laterny magiky po divadelní inscenaci Poe, Nová scéna Národního divadla 19.9.2024

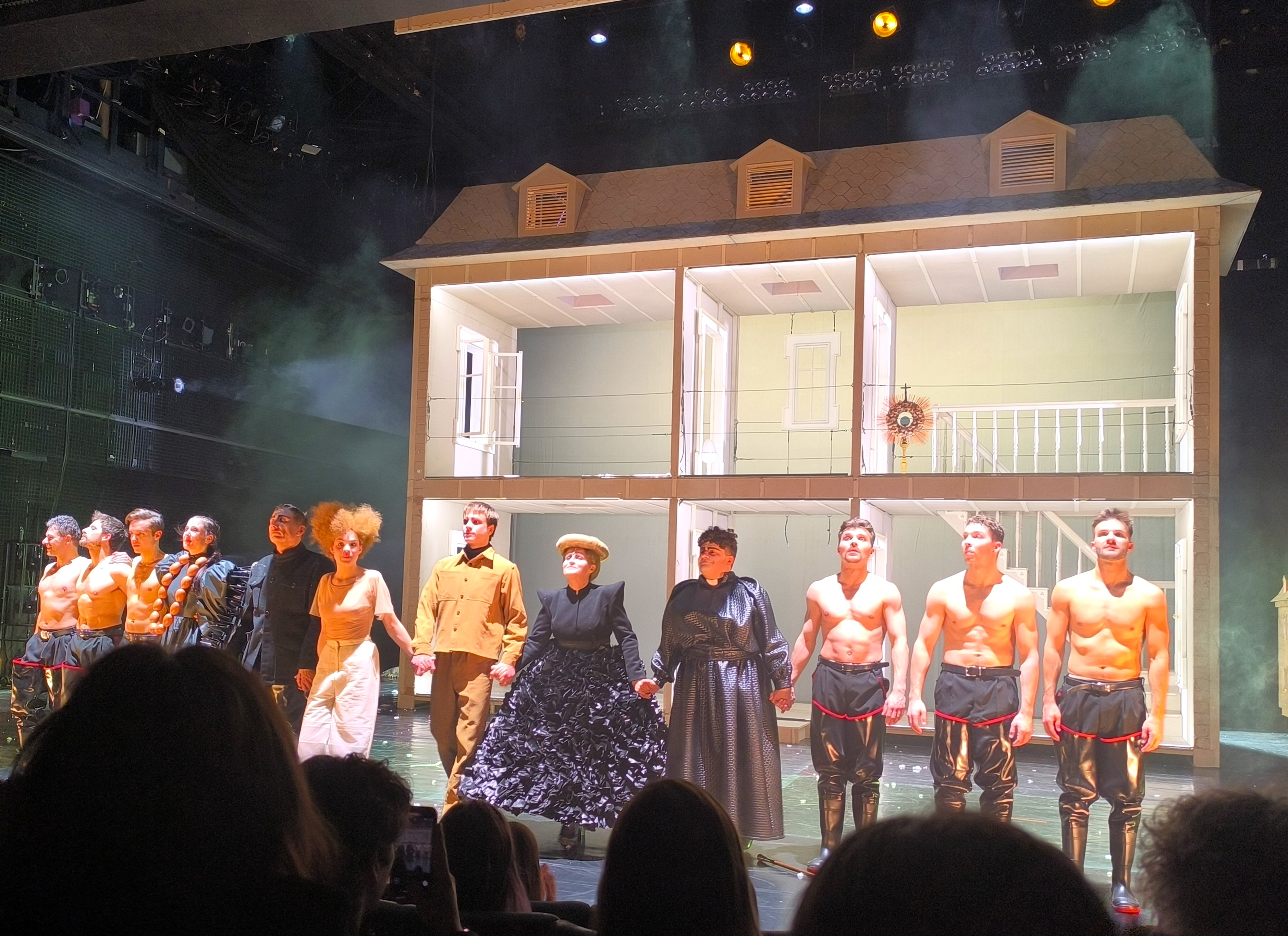
Valérie a týden divů, 2023-2025

Léta 2022-2024
- Cube
- Valérie a týden divů
- Robot Radius
- Zázrak (s)tvoření
- BatoLaterna
- POE
- Krajina těla

## Přehled premiér Laterny magiky
| Inscenace                             | Datum premiéry               |
| ------------------------------------- | ---------------------------- |
| Expo 58                               | Brusel, 26. 05. 1958         |
| Expo 58                               | Praha, 09. 05. 1959          |
| Laterna magika II / Zájezdový program | Leningrad, 05. 12. 1960      |
| Hofmannovy povídky                    | 04. 09. 1962                 |
| Variace                               | 09. 06. 1963                 |
| Variace 66                            | 27. 05. 1966                 |
| Expo 67                               | Montreal, duben - říjen 1967 |
| Revue z bedny                         | 25. 03. 1968                 |
| Pražský karneval                      | 30. 05. 1974                 |
| Láska v barvách karnevalu             | 10. 04. 1975                 |
| Ztracená pohádka                      | 10. 10. 1975                 |
| Kouzelný cirkus                       | 15. 04. 1977                 |
| Sněhová královna                      | 27. 09. 1979                 |
| Noční zkouška                         | 05. 02. 1981                 |
| Jednoho dne v Praze                   | 28. 10. 1982                 |
| Černý mnich                           | 03. 11. 1983                 |
| Žvanivý slimejš                       | 10. 02. 1984                 |
| Pragensia, Vox Clamantis              | 20. 12. 1984                 |
| Orbis pictus                          | 11. 09. 1986                 |
| Vivisekce                             | 03. 03. 1987                 |
| Odysseus                              | 10. 09. 1987                 |
| Minotaurus                            | 15. 02. 1990                 |
| Hra o kouzelné flétně                 | 11. 09. 1992                 |
| Odysseus (verze pro Novou scénu)      | 06. 04. 1993                 |
| Casanova                              | 09. 02. 1995                 |
| Hádanky                               | 14. 12. 1996                 |
| Past                                  | 17. 09. 1999                 |
| Graffiti                              | 17. 12. 2001                 |
| Argonauti                             | 08. 08. 2004                 |
| Rendez-vous                           | 02. 08. 2005                 |
| Cocktail 008                          | 10. 10. 2008                 |
| Legendy magické Prahy                 | 03. 03. 2011                 |
| Cocktail 012 – The Best Of            | 01. 03. 2012                 |
| Vidím nevidím                         | 14. 02. 2013                 |
| Antikódy                              | 21. 03. 2013                 |
| Human Locomotion                      | 06. 02. 2014                 |
| Podivuhodné cesty Julese Verna        | 19. 02. 2015                 |
| Malý princ                            | 01. 04. 2016                 |
| CUBE                                  | 23. 07. 2017                 |
| Zahrada                               | 20. 12. 2018                 |
| Bon Appétit!                          | 10. 9. 2020                  |
| Zázrak (s)tvoření                     | 24. 6. 2021                  |
| Robot Radius                          | 10. 9. 2021                  |
| BatoLaterna                           | 16. 3. 2022                  |
| POE                                   | 28. 4. 2022                  |
| Krajina těla                          | 10. 11. 2022                 |